# Фенітизація
Фенітизація (рос. фенитизация, англ. fenitization, нім. Fenitisierung f) – процес метасоматичної зміни ґранітів, ґнейсів, пісковиків та ін. гірських порід «ґранітоїдного» складу в екзоконтактових зонах інтрузій лужних порід. Іноді спостерігається в зонах тектонічних порушень, що контролюють розміщення масивів лужних порід. Зміна гірських порід при Ф. являє собою заміщення кварцу, плагіоклазу і слюдистих мінералів вихідних порід альбітом, калінатровим польовим шпатом, нефеліном, лужними піроксенами і амфіболами. Може супроводжуватися анатексисом змінених порід у контактах з інтрузивними породами. Процес Ф. в межах Українського щита добре вивчений С.Г.Кривдиком (1990). Назва – за р-ном Фен (Fen) у Норвегії. 